# فيربيسيستات
فيربيسيستات (بالإنجليزية: Verubecestat)‏ هو عقار تجريبي لعلاج مرض آلزهايمر. وهو مثبط لإنزيم بيتا سيكريتاز 1 (BACE1).
في أبريل 2012، تم الإعلان عن نتائج المرحلة 1 من التجارب السريرية. وأُبلغ عن المرحلة 1b كذلك.
اعتبارا من ديسمبر 2016، كان العقار في المرحلة المزدوجة 2/3 من التجارب السريرية منتقلا إلى المرحلة 3. وكانت إيبوك (EPOCH) ستكمل جمع البيانات من أجل تقييم النتائج الأولية بحلول يونيو 2017. لكن في فبراير 2017، أوقفت ميرك تجربة المرحلة المتأخرة لفيربيسيستات على الحالات الخفيفة والمتوسطة من آلزهايمر بعد أن أُعلن «أنه لا يوجد أي حظ تقريبا في إيجاد تأثير سريري إيجابي» تبعا لمجموعة مستقلة من الخبراء. كان يُتوقع أن تصدر نتائج تجارب ميرك الخاصة بفيربيسيستات على المرضى ببادرة (المرحلة المبكرة) آلزهايمر في فبراير 2019، لكن التجارب ألغيت في فبراير 2018، بعد أن خلصت لجنة مراقبة بيانات إلى أنه من غير المرجح أن يُظهر العقار نسبة فعالية/خطر إيجابية. الخلاصة النهائية كانت أن «فيربيسيستات لا يخفض التدهور الإدراكي أو الوظيفي في مرضى آلزهاير الذين حالاتهم خفيفة أو متوسطة وتم ربطه بأحداث تأثيرات ضارة مرتبطة بالعلاج». كان يتوقع أن يكون فيربيسيستات فتحا طبيا في علاج الخرف والأمراض ذات الصلة، ولا يعرف لحد الآن لماذا لم يكن هذا الدواء فعالا على البشر.